# 横手郵便局
横手郵便局（よこてゆうびんきょく）
- 秋田県横手市にある郵便局。本記事にて記述する。

横手簡易郵便局（よこてかんいゆうびんきょく）
- 山梨県北杜市にある簡易郵便局。局番号は08847。

横手郵便局（よこてゆうびんきょく）は秋田県横手市にある郵便局である。民営化前の分類では集配普通郵便局であった。

## 概要
- 住所：〒013-8799 秋田県横手市大町6-13

### 分室
分室はなし。過去に存在した分室は以下のとおり。
- 保険分室 - 1949年（昭和24年）に廃止。

### 出張所（局外ATM）
民営化後はゆうちょ銀行仙台支店の出張所となった。
- イオンスーパーセンター横手南店内出張所：ホリデーサービス実施

## 沿革
- 1872年8月4日（明治5年7月1日） - 四日町下丁32番地[1]に横手郵便取扱所として開設[2]。
- 1874年（明治7年）7月 - 横手郵便役所となる。
- 1875年（明治8年）1月1日 - 横手郵便局（四等）となる。
- 1876年（明治9年）4月1日 - 為替取扱を開始[3]。
- 1879年（明治12年）11月1日 - 四日町下丁32番地から、四日町中丁13番地に局舎を移転[4]。
- 1880年（明治13年）5月15日 - 貯金取扱を開始[3]。
- 1884年（明治17年）7月20日 - 四日町中丁13番地から、四日町中丁36番地に局舎を移転[4]。
- 1889年（明治22年）10月16日 - 大町下丁33番地[5]の横手電信分局と合併し、横手郵便電信局（三等）となる[6][4]。旧横手電信分局舎を増築[4]。
- 1893年（明治26年）
  - 1月21日 - 欧文電報および欧字又はアラビア数字入り和文電報の取扱を開始[7]。
  - 3月1日 - 小包郵便取扱を開始[8]。
- 1903年（明治36年）4月1日 - 通信官署官制の施行に伴い横手郵便局となる[4]。
- 1907年（明治40年）10月26日 - 特設電話加入申込の受理を開始[9]。
- 1908年（明治41年）2月16日 - 電話交換業務および電話通話事務並びに電話加入者の託送電報取扱を開始[10]。同日、秋田、土崎、能代、大曲が市外通話区域となる[11]。
- 1910年（明治43年）3月21日 - 等級を特定三等に改定[4]。
- 1912年（明治45年）7月21日 - 局舎を新築[12]。
- 1916年（大正5年）
  - 4月1日 - 府県税納入振替貯金特別取扱を開始[13]。
  - 10月1日 - 簡易生命保険取扱を開始[3]。
- 1920年（大正9年）10月1日 - 特設電話を普通電話に変更[14]。
- 1926年（大正15年）10月1日 - 郵便年金取扱を開始[3]。
- 1928年（昭和3年）7月15日 - 局舎を増築[12]。
- 1937年（昭和12年）12月1日 - 等級を三等から二等に改定[15]。
- 1940年（昭和15年）1月16日 - 保険分室を平鹿郡横手町根岸町から、同郡同町大町中丁27に移転[16]。
- 1941年（昭和16年）2月1日 - 官制改正により普通郵便局となる。
- 1943年（昭和18年）11月21日 - 横手下タ町郵便局および横手鍛冶町郵便局の電信事務休止に伴い、その業務を承継する[17]。
- 1949年（昭和24年）
  - 6月1日 - 逓信省が郵政省と電気通信省に分割するのに伴って、横手郵便局と横手電報電話局に分割[18]。
  - 11月27日 - 保険分室を廃止[19]。
- 1998年（平成10年）9月1日 - 外国通貨の両替および旅行小切手の売買に関する業務取扱を開始。
- 2003年（平成15年）3月3日 - 羽後金沢郵便局から横手市金沢地区[20]の集配業務を移管。
- 2006年（平成18年）3月31日 - この日をもって、外国通貨の両替および旅行小切手の売買に関する業務取扱を終了。
- 2007年（平成19年）
  - 3月5日 - 山内郵便局から集配業務を移管[21]。
  - 10月1日 - 民営化に伴い、併設された郵便事業横手支店に一部業務を移管。
- 2012年（平成24年）10月1日 - 日本郵便株式会社の発足に伴い、郵便事業横手支店を横手郵便局に統合。
- 2022年（令和4年）4月1日 - 日本郵政グループの組織改正により、かんぽ生命保険秋田支店横手郵便局かんぽサービス部を設置。当局が取扱っていた金融コンサルタント業務を移管[22]。

## 取扱内容
- 郵便、印紙、ゆうパック、チルドゆうパック、内容証明、国際郵便
- 貯金、為替、振替、振込、国際送金、国債、投資信託、確定拠出年金、財形定額貯金
- 生命保険、バイク自賠責保険、自動車保険、がん保険、変額年金保険
- ゆうちょ銀行ATM
- 横手市内の一部地域の集配業務
- ゆうゆう窓口

## 風景印
- 図案はかまくら・鳥海山遠望・雁行。局名表記は「横手」
- 使用開始日は1993年（平成5年）12月1日

## 周辺
- 秋田県道272号御所野安田線
- 横手市役所 本庁舎
- 旅館平利
- 平源旅館
- 市立横手病院
- 横手興生病院
- 横手川

## アクセス
鉄道
東日本旅客鉄道（JR東日本）奥羽本線・北上線 横手駅から徒歩約16分
バス
羽後交通バス 横手郵便局前停留所下車
自動車
E47 秋田自動車道 / E13 東北中央自動車道 横手ICから北東へ約3.5km
駐車場あり：10台